# Д’Адзельо, Массимо
Ма́ссимо д’Адзе́льо (итал. Massimo d’Azeglio; 24 октября 1798, Турин, — 15 января 1866, там же) — итальянский государственный деятель, дипломат, участник борьбы за объединение Италии, художник и писатель
.
Был младшим братом Роберто д’Адзельо.
В пятнадцать лет он отправился в Рим, где отец его состоял сардинским посланником; здесь он короткое время прослужил офицером в одном пьемонтском кавалерийском полку, скоро вышел в отставку и в продолжение 8 лет усиленно занимался живописью и историей. Возвратившись в Турин, он в 1830 году лишился отца и переехал в Милан. Здесь он познакомился с Мандзони и женился на его дочери.
Первые большие романы д’Адзе́льо, «Ettore Fieramosca» («Этторе Фьерамоска, или Турнир в Барлетте», 1833 г.) и «Nicolò de’Lappi» (1841), сильно содействовали пробуждению национального самосознания итальянцев. Скоро политические дела Италии поглотили всё его внимание; он стал путешествовать по провинциям, городам и деревням, чтобы воспламенить патриотический дух итальянцев. Во Флоренции он написал своё знаменитое сочинение «Degli ultimi casi di Romagna» («Последние происшествия в Романье»), где, порицая безуспешные восстания, он нападал на папское правительство и доказывал итальянским государям необходимость национальной политики. Когда на папский престол вступил Пий IX, д’Адзе́льо вернулся в Рим, и его влиянию следует приписать те либеральные реформы, которыми началось правление папы.
После восстания в Ломбардии и перехода через Тичино Карла-Альберта д’Адзе́льо оставил Рим вместе с папскими войсками, посланными для помощи королю. В Венеции он служил полковником, а в сражении при Виченце он командовал легионом и был тяжело ранен. При открытии сардинского парламента он был избран в депутаты, а после неудачного сражения при Новаре Виктор-Эмануил II назначил его (в мае 1849 года) министром иностранных дел и президентом кабинета. Вследствие выжидательного характера его политики и уступчивости по отношению к иностранным дипломатам он подвергался нападкам либеральной партии, которые особенно усилились во время обсуждения закона о браках, так что 30 октября 1852 г. он счёл нужным подать в отставку.
Когда вспыхнула война 1859 года, он был отправлен в Романью в качестве уполномоченного Сардинии, и ему удалось восстановить в ней порядок. Пробыв ещё некоторое время губернатором Милана, он совершенно оставил службу и умер в Турине.